# Abram Stolar
Abram Jakowlewicz Stolar (ros. Абра́м Я́ковлевич Столя́р, ur. w kwietniu 1901 we wsi Ołowo w guberni zabajkalskiej, zm. 28 lipca 1938) – I sekretarz Komitetu Obwodowego WKP(b) w Swierdłowsku (1937-1938).

## Życiorys
Od kwietnia 1917 członek SDPRR(b), 1917 skończył szkołę realną w Nerczyńsku, od kwietnia 1917 sekretarz i szef wydziału wojskowego Rady Nerczyńskiej, 1918 był w Armii Czerwonej i oddziałach partyzanckich. Od października 1918 do listopada 1920 agitator, instruktor i przewodniczący biura garnizonowego RKP(b), od listopada 1920 do października 1921 pomocnik szefa Centralnej Szkoły Wojskowej Republiki Dalekowschodniej, od października 1921 do stycznia 1924 studiował na Komunistycznym Uniwersytecie im. Swierdłowa. Od stycznia 1924 do marca 1926 propagandzista i kierownik Wydziału Agitacyjno-Propagandowego Kazawińskiego Komitetu Rejonowego WKP(b) (gubernia niżnonowogrodzka), od marca 1926 do kwietnia 1927 redaktor odpowiedzialny gazety "Komuna Niżnonowogrodzka", od kwietnia 1927 do maja 1928 sekretarz odpowiedzialny rejonowego komitetu WKP(b), od maja 1929 do lipca 1930 kierownik Wydziału Agitacyjno-Propagandowego Niżnonowogrodzkiego Komitetu Obwodowego/Krajowego WKP(b). Od sierpnia 1930 III sekretarz, od 21 lutego do 14 grudnia 1934 II sekretarz Komitetu Krajowego WKP(b) w Niżnym Nowogrodzie, od 14 grudnia 1934 do 11 czerwca 1937 I sekretarz Kirowskiego Komitetu Krajowego/Obwodowego WKP(b), od 22 maja do 14 czerwca 1937 p.o. I sekretarza, a od 20 czerwca 1937 do 6 kwietnia 1938 I sekretarz Komitetu Obwodowego WKP(b) w Swierdłowsku. Deputowany do Rady Najwyższej ZSRR 1 kadencji.
31 marca 1938 aresztowany, 28 lipca 1938 skazany na śmierć "za przynależność do organizacji kontrrewolucyjnej" przez Wojskowe Kolegium Sądu Najwyższego ZSRR i rozstrzelany. 25 kwietnia 1956 pośmiertnie zrehabilitowany.